# Bedros Atamian
Pour les articles homonymes, voir Atamian.
Bédros Atamian (en arménien Պետրոս Ադամեան), né le 21 décembre 1849 à Ghalathia et mort le 4 juin 1891 à Constantinople, est un acteur arménien ottoman.

## Biographie

### Jeunesse et débuts

Bedros Atamian

Bédros Atamian est né le 21 décembre 1849 à Ghalathia (Galatée), Constantinople. Son père s’appelait Heronimos et sa mère Péproné Vassilian. À la mort de cette dernière, il est, avec sa sœur Dirouhi, confié à ses tantes paternelles.
Durant son enfance, il apprendra beaucoup du prêtre Movses Amberboyan, de la congrégation Mekhitariste. Ce dernier lui inculquera l’amour de la lecture et des valeurs morales, ce qui le poussa à participer à la chorale de l’église Saint-Sauveur. Il était très attentif aux gestes et homélies des prêtres officiant qu’il imitait avec brio devant ses amis.
Il fait ses premiers pas d’acteur professionnel au théâtre Stepan Ekchian, malgré l’avis de son père, qui était contre l’idée de voir son fils épouser une carrière d’acteur. Mais c’est auprès de Bédros Maghakian, formateur de grands acteurs de cette époque, qu’il restera le plus longtemps pour apprendre surtout l’art dramatique. Atamian participa, en 1869, à une tournée de représentations théâtrales avec la troupe Thomas Fassouljian composée de 18 actrices et acteurs et qui le mènera jusqu’à Nor Nakhitchevan (Arménie). À son retour à Istanbul, il apprendra la nouvelle d’un feu qui avait ravagé le quartier de Péra, détruisant entièrement sa résidence. Étant dans l’incapacité financière, et ne supportant le poids de ce drame, son père décédera peu après. Atamian fut embauché par la troupe Vartovian dirigée par Bédros Maghakian. La troupe donnait des représentations en deux langues : arménienne et turque.

### Atamian à Tbilissi en 1879
En 1879, Bedros Atamian part s’installer en Tbilissi (Géorgie) pour y donner des représentations. Il y travaille et améliore sa vocation d’acteur. De cette période Donabedian brosse un tableau que voici : « Bedros Atamian, de par son jeu d’acteur exceptionnel et son répertoire de pièces classiques, est venu pour donner un nouveau souffle au théâtre arménien. En effet, il a mis fin au snametch tutsaznerkoutyan et vulgaire zavechdneroun, qui inondaient la scène arménienne, pour élaborer et instaurer une orientation tournée vers le théâtre dramatique, aidant ainsi au raffinement du goût artistique chez les amateurs de théâtre. Bedros Atamian a non seulement révolutionné le théâtre arménien, mais il l’a aussi mené à la perfection ». En effet, c’est à Tbilissi qu'Atamian a interprété le rôle de Hamlet pour la première fois dans sa vie.
Parmi les pièces classiques qui ont été mises en scène ou jouées par Atamian, citons les plus célèbres : Hamlet, Otello, Corrado, Ourieli, le roi Lear, Arpenini, Franci, et Carlos, voire des héros tels qu'Angelo, Rigoletto, Ruy Blas de Victor Hugo, Nercis de Brakhgueli, le Contrôleur de Gogol. Il a en outre excellé dans des rôles de héros de la littérature arménienne, comme le roi Archag II de Megrditch Bechigtachlian, Archag II de Emmanuel Yessayan, ou Khatabala de Gabriel Sountoukian. Il meurt le 4 juin 1891.